# Orde van de Kostbare Kroon

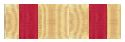

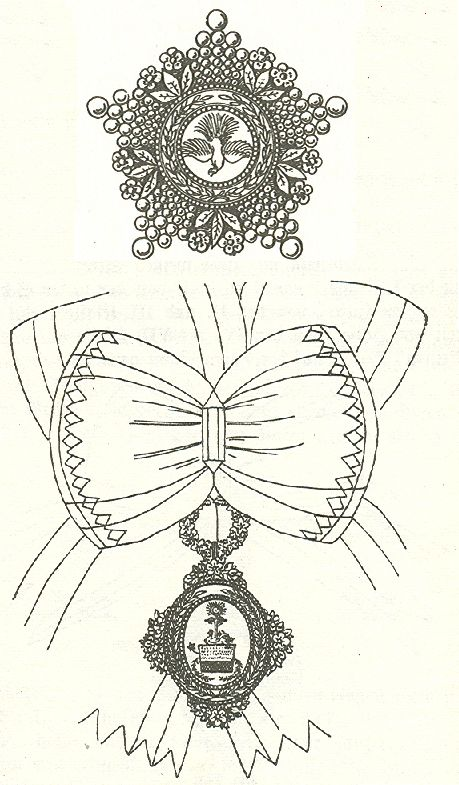
Ster en kleinood

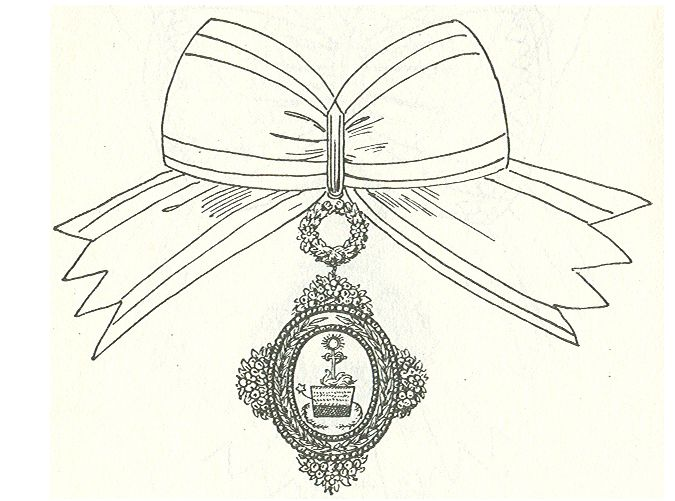
Kroonorde Japan IIe Klasse.

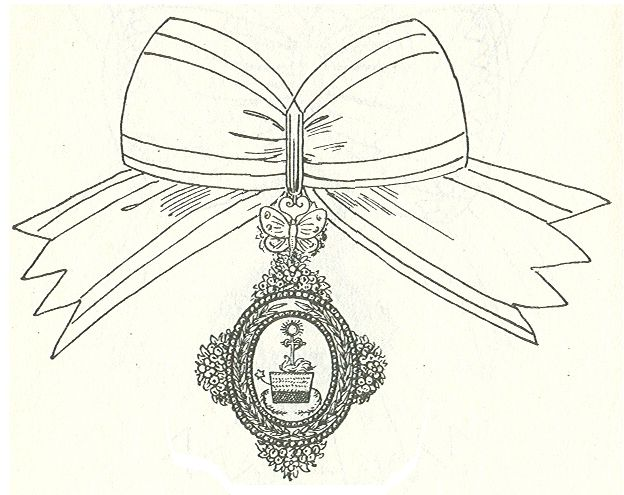
Kroonorde Japan IIIe Klasse.

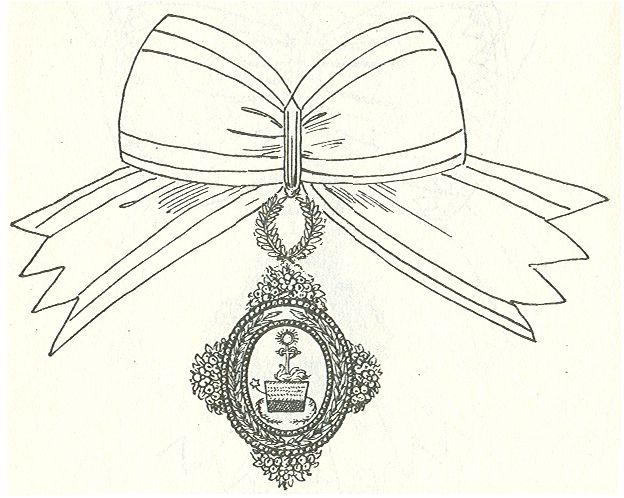
Kroonorde Japan IVe Klasse.

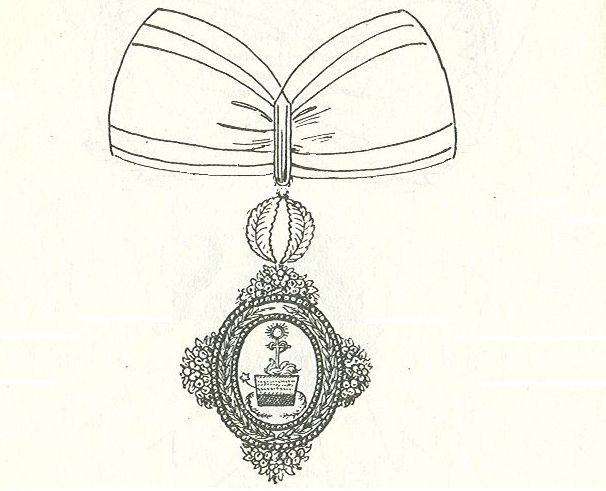
Kroonorde Japan Ve Klasse.

De Orde van de Kostbare Kroon (Japans: 宝冠章, Hōkanshō) is een Japanse Ridderorde. De Orde werd op 4 januari 1888 door de Meiji-keizer ingesteld als een Damesorde met vijf klassen. Op 13 april, 1896 werden een zesde, zevende en achtste graad aan de orde toegevoegd.
De voor dames gereserveerde orde is in rang gelijk aan de aan heren verleende Orde van de Rijzende Zon en de eerste klasse is gewoonlijk gereserveerd voor prinsessen. De orde wordt ook postuum verleend.
Het juweel van de orde is een ovaal gouden medaillon met daaromheen bloemranken. In het roodomrande medaillon is een oude Japanse kroon op een blauwe achtergrond afgebeeld. De "verhoging" boven de orde is voor iedere klasse van de orde verschillend. Het lint is geel met twee rode strepen langs de randen en wordt ofwel over de rechterschouder òf als een strik op de linkerschouder gedragen.
Ieder van de acht graden heeft een van de insignia van de hofdames aan het middeleeuwse Japanse hof als verhoging gekregen. Zo zijn er dus een Grootkruis en een Eerste Klasse met een lauwerkrans en de rangen met paulownia, pioenroos, vlinder, wisteria, abrikozenbloesem en hopbel.
De kroon is een gouden middeleeuws keizerlijk hoofddeksel op een blauwe achtergrond en wordt door parels, bamboeloten, kersenbloesem en bladeren omringd.
De ster van deze orde wordt alleen door de eerste klasse gedragen en heeft vijf parelbedekte armen met daartussen bloemenranken. Het medaillon van de ster vertoont een gouden Chineese phoenix of "Ho-o" op een blauwe achtergrond.

## De acht Orden
- Grootkruis

De Grootkruisen dragen het kleinood met een groene krans met paarse bloemen als verhoging aan een breed lint over de rechterschouder.Op de linkerborst wordt de ster gedragen.
- Eerste Klasse

De Eerste Klasse draagt het kleinood met eenzelfde krans, maar met ingevlochten halfgeopende asters, aan een iets smaller tot een strik opgemaakt lint op de linkerborst.
- Tweede Klasse of pioenroos

Bij deze graad wordt het kleinood aan een pioenroos bevestigd.Het wordt gedragen aan een tot een strik opgemaakt lint op de linkerborst.
- Derde Klasse of vlinder

De verhoging is een wisteria of blauweregen.Het lint is iets smaller dan bij de hogere graden.Het kleinood wordt gedragen aan een tot een strik opgemaakt lint op de linkerborst.
- Vierde Klasse of wisteria

Bij de Vierde Klasse is overal zilver in plaats van goud gebruikt.
De verhoging is een krans van bamboebladeren.Het kleinood wordt gedragen aan een tot een strik opgemaakt lint op de linkerborst.
- Vijfde Klasse of hopbel

Het zilveren kleinood hangt onder een zilveren hopbloem of bel en wordt gedragen aan een tot een eenvoudige strik opgemaakt lint op de linkerborst.
- Zesde Klasse

- Zevende Klasse

- Achtste Klasse

## De orde na de hervormingen van 2003
In 2003 werd de Orde van de Rijzende Zon opengesteld voor dames. De orde van de Kostbare Kroon zal daarom in het vervolg alleen aan vrouwelijke buitenlandse ambtsdragers worden verleend.